# Kevin Riepl
Kevin Riepl (ur. w New Jersey) – amerykański kompozytor muzyki filmowej oraz ścieżek dźwiękowych dla gier komputerowych i telewizji.

## Życiorys
Kevin Riepl ('ripple') urodził się i dorastał w małym miasteczku Cliffwood Beach w centrum stanu New Jersey.
Obecnie razem z żoną Tracy rezyduje w Los Angeles, gdzie aktywnie bierze udział w produkcji ścieżek dźwiękowych dla gier komputerowych, filmu i telewizji.

## Dyskografia

### Filmy
- Zew krwi
- Lost Crossing
- Look
- Śmiertelna gorączka 3

### Gry komputerowe
- Gears of War
- Nancy Drew: Danger by Design
- Nancy Drew: Curse of Blackmoor Manor
- Shrek 2
- Unreal Championship
- Unreal Tournament 2003
- Unreal Tournament 2004
- Unreal Tournament 3